# شهرستان پولک (تنسی)
شهرستان پولک، تنسی (به انگلیسی: Polk County, Tennessee) یک سکونتگاه مسکونی در ایالات متحده آمریکا است که در تنسی واقع شده‌است.

## خصوصیات
شهرستان پولک ۱٬۱۴۶ کیلومترمربع مساحت دارد.